# Paraplejía
La paraplejia o paraplejía es una condición médica por la cual la parte inferior del cuerpo queda paralizada y carece de funcionalidad. Normalmente es resultado de una lesión medular o de una enfermedad congénita como la espina bífida. Una polineuropatía. Si las extremidades superiores se ven afectados también por la parálisis se denomina cuádruple.

## Etiología
Las causas de la paraplejia van desde la traumática (lesión medular grave: seccionamiento o compresión de la médula espinal, usualmente por fragmentos de hueso de una fractura vertebral o un traumatismo obstétrico en los niños o una bala, por ejemplo) a tumores (compresión crónica de la médula), mielitis transversa y esclerosis múltiple entre otros. También como consecuencia del Mal de Pott, tuberculosis de la columna vertebral descrita por Percivall Pott en 1779 y también tiene como consecuencia el síndrome de Hughes-Stovin, la enfermedad fue escrita por los médicos neurólogos británicos John Patterson Hughes y Peter George Stovin en el año 1959.

### Sistema nervioso central
Cualquier enfermedad o lesión que afecte la médula espinal, desde la vértebra dorsal hacia abajo, puede causar una paraplejia, ya que esta estructura transmite las "instrucciones" del movimiento desde el cerebro a los órganos efectores y las sensaciones en sentido opuesto (temperatura, dolor, posición de los miembros, sensibilidad, etc.). Esta es la causa más común de paraplejia. Un efecto secundario común de la paraplejia es la espasticidad, un trastorno motor del sistema nervioso en el que algunos músculos se mantienen permanentemente contraídos. Dicha contracción provoca la rigidez y acortamiento de los músculos e interfiere sus distintos movimientos y funciones. Si en lugar de afectar a los dos miembros inferiores, afecta a los cuatro miembros, sería una tetraplejia.

### Sistema nervioso periférico
Es rara la paraplejia que es causada por una lesión en los nervios que suministran a las piernas. Esta forma de lesión no suele ser simétrica y podría no causar paraplejia. La polineuropatía puede causar paraplejia si las fibras motoras se ven afectadas. Aunque en teoría los brazos podrían verse afectados también, las fibras que abastecen a las piernas son más largas y, por lo tanto, más vulnerables.

## Discapacidad
Mientras que algunas personas que padecen de paraplejía pueden caminar hasta cierto punto, la mayoría dependen de una silla de ruedas, prótesis o de otros dispositivos para disponer de movilidad. Impotencia y varios niveles de incontinencia urinaria y fecal son muy comunes en los afectados. Muchos de ellos tienen que usar catéteres y/o programas de gestión del intestino (normalmente administrando enemas, supositorios o estimulación digital de los intestinos) para solucionar este problema. Con una gestión exitosa de la vejiga y del intestino el paciente puede prevenir todos los problemas de los sistemas digestivos y urinarios, como pueden ser las infecciones, que además son una de las principales causas de mortalidad en este colectivo. Otra opción puede ser la de llevar bajo la ropa pañales para una mayor protección de la incontinencia.

## Complicaciones
Debido a la reducción de la movilidad y a la pérdida de la capacidad de caminar, la paraplejia puede causar numerosas complicaciones médicas, muchas de las cuales se pueden evitar con unos mínimos autocuidados. Entre algunas de las complicaciones más comunes se encuentran las trombosis, la impotencia, la neumonía y la úlcera de decúbito. La fisioterapia y algunos dispositivos tecnológicos, sirven para prevenir estas complicaciones.